# Sande e São Lourenço do Douro
Sande e São Lourenço do Douro é uma freguesia portuguesa do município de Marco de Canaveses, com 12,62 km² de área e 2445 habitantes (censo de 2021). A sua densidade populacional é 193,7 hab./km².

## História
Foi criada aquando da reorganização administrativa de 2013, resultando da agregação das antigas freguesias de Sande e São Lourenço do Douro.
A sua designação inicial foi Sande e São Lourenço, sendo alterada para Sande e São Lourenço do Douro em 2014.

## Demografia
A população registada nos censos foi:
| Distribuição da População por Grupos Etários | Distribuição da População por Grupos Etários | Distribuição da População por Grupos Etários | Distribuição da População por Grupos Etários | Distribuição da População por Grupos Etários | Distribuição da População por Grupos Etários |
| -------------------------------------------- | -------------------------------------------- | -------------------------------------------- | -------------------------------------------- | -------------------------------------------- | -------------------------------------------- |
| Antes da agregação                           |                                              |                                              |                                              |                                              |                                              |
| Ano                                          | 0-14 anos                                    | 15-24 anos                                   | 25-64 anos                                   | >= 65 anos                                   | Total                                        |
| 2001                                         | 642                                          | 491                                          | 1444                                         | 383                                          | 2960                                         |
| 2011                                         | 536                                          | 380                                          | 1525                                         | 428                                          | 2869                                         |
| Após a agregação                             |                                              |                                              |                                              |                                              |                                              |
| Ano                                          | 0-14 anos                                    | 15-24 anos                                   | 25-64 anos                                   | >= 65 anos                                   | Total                                        |
| 2021                                         | 285                                          | 334                                          | 1314                                         | 512                                          | 2445                                         |